# Лихачёва, Галина Александровна
Галина Александровна Лихачёва (9 июня 1934 года, село-хутор Вильнянск Житомирской области — 21 сентября 2015 года, Мариуполь, Украина) — украинский правовед, общественно-политический деятель, экс-заместитель председателя Ивано-Франковского облисполкома, депутат городского совета Мариуполя, председатель попечительского совета детского дома «Центр опеки». Персональный пенсионер союзного значения.

## Биография
Галина Александровна Лихачёва родилась в 1934 году на житомирщине, в украино-польской семье. Отец погиб в 1943 году. В 1955 году вышла замуж за Александра Васильевича Лихачёва (ныне — полковник госбезопасности в отставке). Окончила факультет правоведения Ростовского Государственного университета. 20 лет проработала в Ивано-Франковске, где её муж возглавлял отдел по борьбе с экономическими преступлениями, из них 15 лет в горкоме КПСС, затем — заместителем председателя облисполкома. В 90-х годах вернулась в Мариуполь и избралась депутатом городского совета (всего избиралась депутатом советов различных уровней 15 раз).

## Общественная деятельность
Галина Лихачёва была инициатором строительства дома малютки и детского дома в Ивано-Франковске, была их главным попечителем. 

В Мариуполе она была инициатором строительства детского дома «Центр опеки», в настоящее время является председателем его попечительского совета. 

Галина Лихачёва является заместителем президента «Ассоциации деловых женщин Мариуполя», была депутатом II съезда «Конгресса деловых женщин Украины».

## Награды и звания
- Орден княгини Ольги III степени (2001)[3][4]
- Орден Украинской Православной церкви «1020-летия Крещения Руси»[5]
- Почётный гражданин Мариуполя